# Esapekka Lappi
Esapekka Lappi je finský jezdec rallye. Je vítězem mistrovství Finska v rallye z roku 2012, Mistrovství Evropy v rallye z roku 2014 a Mistrovství světa v rallye z roku 2016 ve třídě WRC 2. V sezóně 2017 soutěží za finský tým Toyota GAZOO Racing WRC.

## Kariéra

### 2011–2012: Printsport
Esapekka Lappi debutoval na Mistrovství světa na domácí Finské rallye, kde s vozem Citroën C2 R2 obsadil 32. místo. V mistrovství Finska v rallye 2012 s vozem Ford Fiesta S2000 vyhrál a navigátorem Jannem Fermem všech 7 podniků.
V listopadu podepsal smlouvu s továrním týmem Škoda Motorsport. V tom samém roku jako nejmladší jezdec v historii vyhrál s vozem Škoda Fabia S2000 Polskou rallye, která byla v kalendáři Mistrovství Evropy v rallye.

### 2013–2016: Škoda Motorsport
V roce 2013 absolvoval celou sezónu na Mistrovství Asie a Pacifiku v rallye (APRC) s vozem Škoda Fabia S2000 od týmu Team MRF a také vybraných podniků WRC 2 a ERC s týmem Škoda Motorsport. V rámci APRC vyhrál 3 z 6 podniků a sezónu dokončil na 2. místě za svým týmovým jezdcem Gauravem Gillen.
V rámci ERC se zúčastnil dvou asfaltových rallye a díky vítězství na Rallye International du Valais ve Švýcarsku přínesl svému týmu 1. místo mezi továrními týmy. Celkově se umístil v sezóně na 5. místě.
Ve WRC 2 se zúčastnil 3 podniků, kdy na Portugalské rallye zvítězil a zapsal si také body do celkového žebříčku za 10. místo. Pro sezónu 2015 hájil Fin barvy Škoda Motorsport s vozem Škoda Fabia R5. V třídě WRC 2 zaznamenal 2 vítězství (v Polsku a ve Finsku) a celkově se umístil 3. místě za Násirem al-Attíjou a Jurijem Protasovem. Také zaznamenal své nejlepší umístění ve WRC, když obsadil 8. místo na Finské rallye.

### 2017: Toyota GAZOO Racing
Esapekka Lappi podepsal smlouvu s týmem Toyota GAZOO Racing WRC a sezónu 2017 absolvuje sezónu s vozem Toyota Yaris WRC. Ve druhém podniku na Sardinii vyhrál 6 rychlostních zkoušek a celkově obsadil 4. místo. Ve čtvrtém podniku ve Finsku dokonce dosáhl premiérového vítězství.

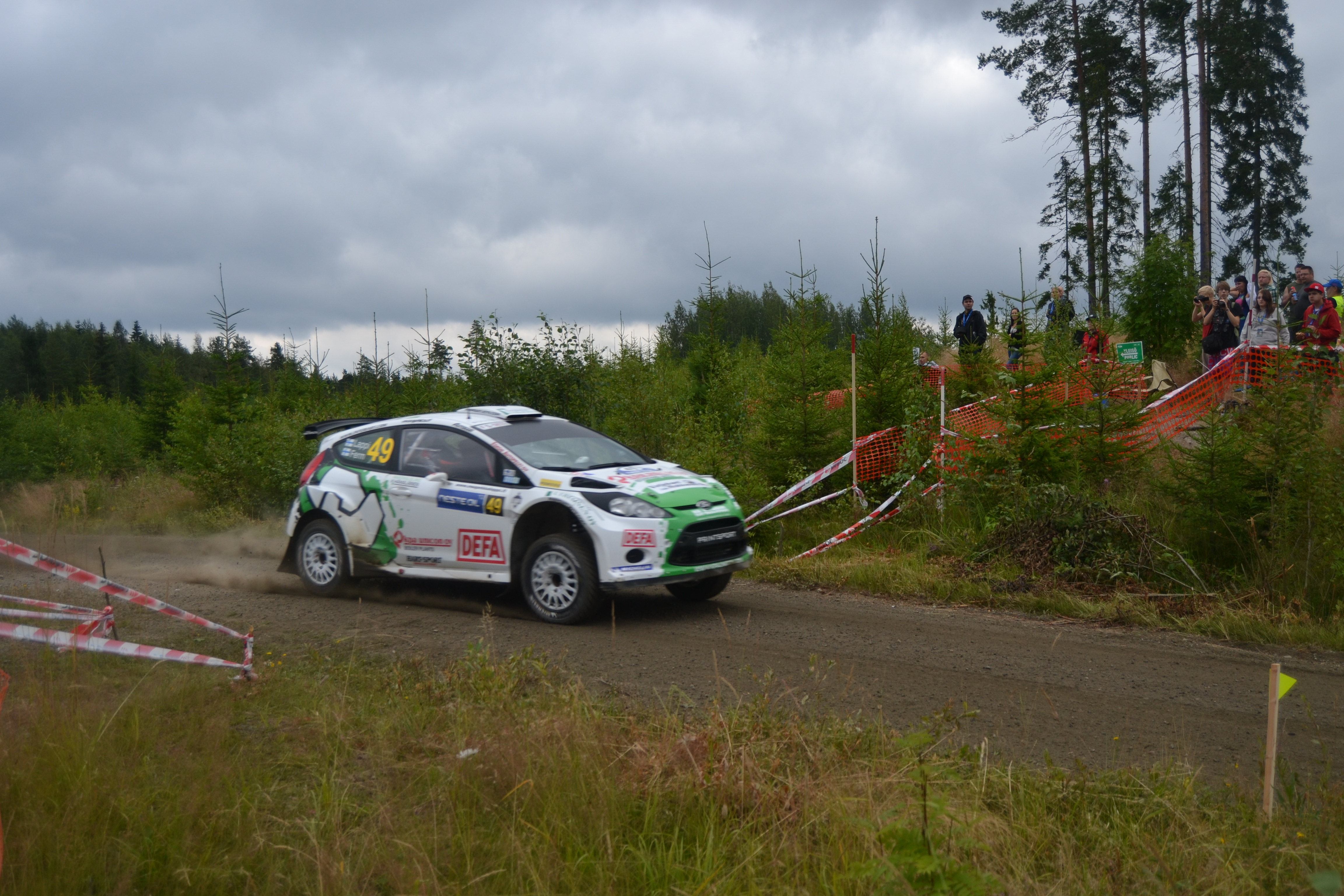
Esapekka Lappi na Finské rallye 2012 s vozem Ford Fiesta S2000

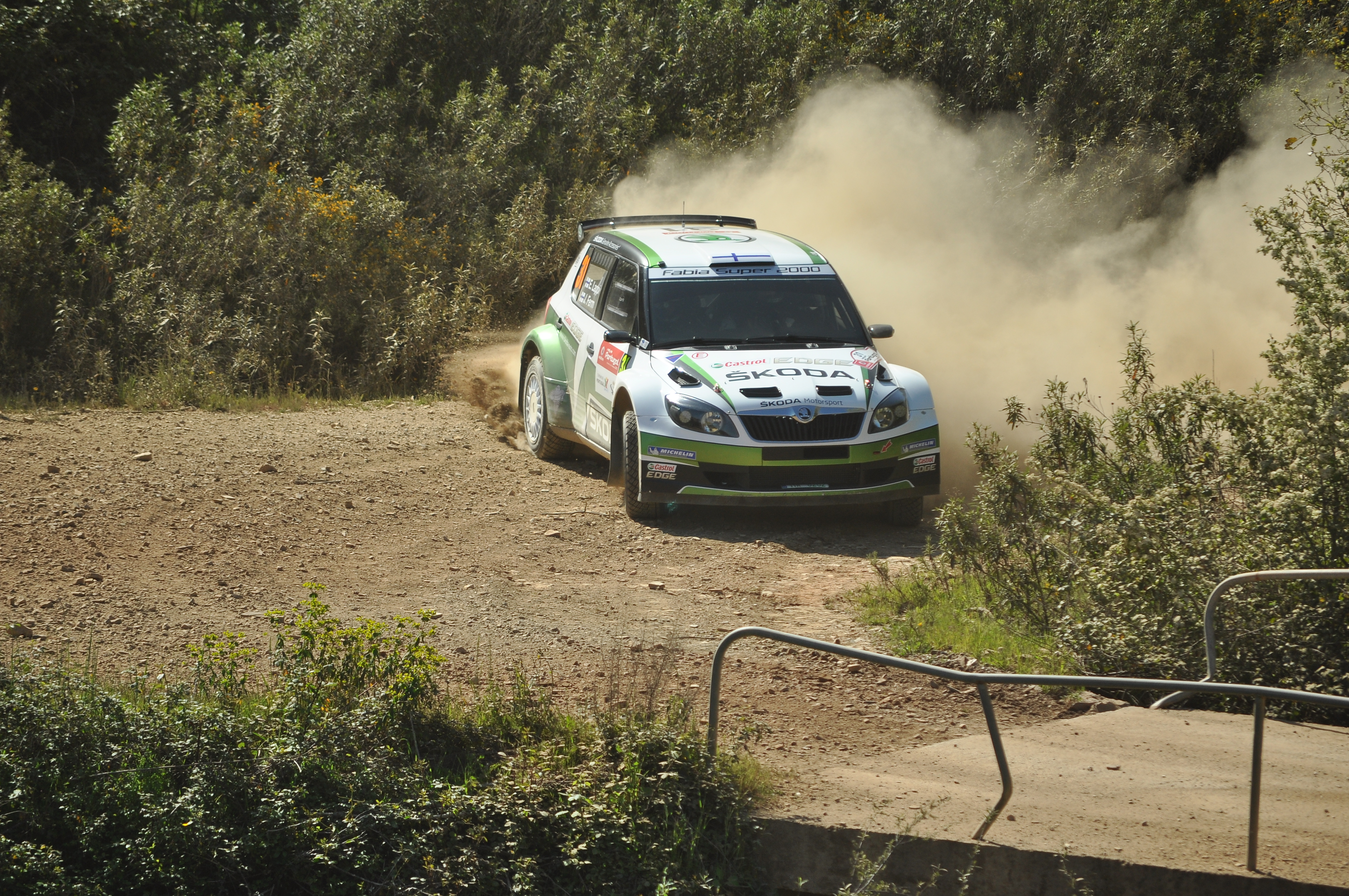
Esapekka Lappi na Portugalské rallye 2013 s vozem Škoda Fabia S2000

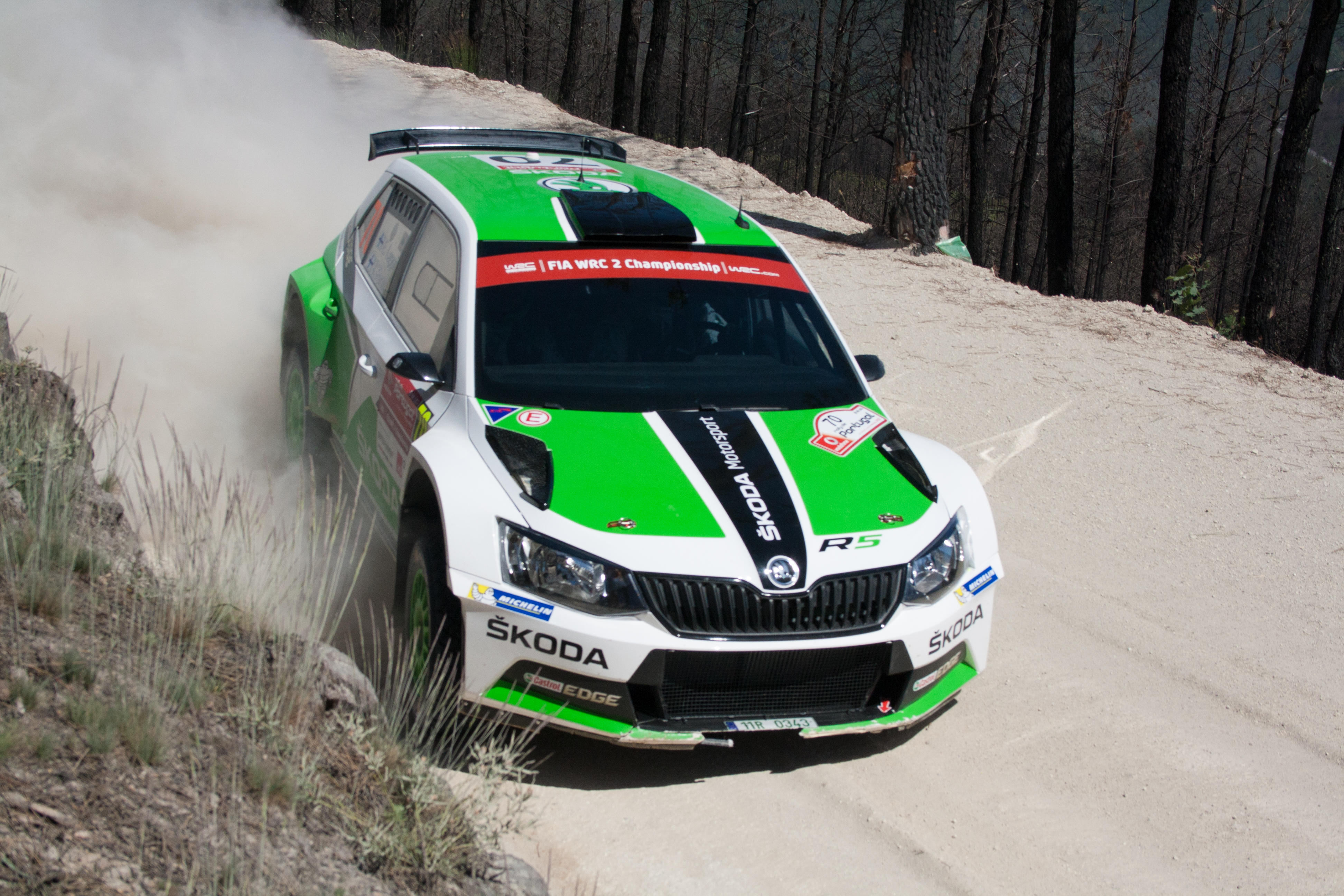
Esapekka Lappi na Portugalské rallye 2015 s vozem Škoda Fabia R5

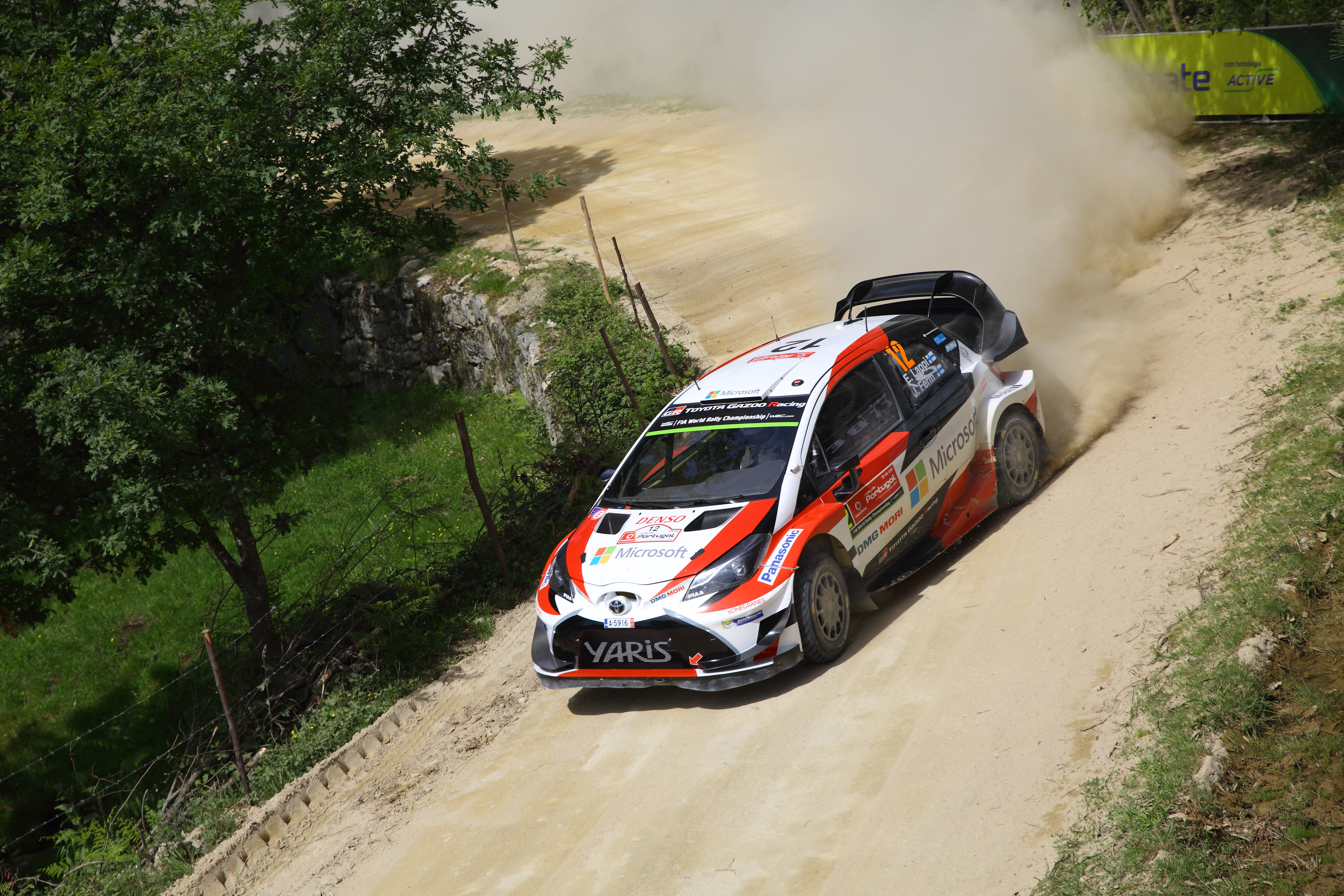
Esapekka Lappi na Portugalské rallye 2017 s vozem Toyota Yaris WRC

## Výsledky

### Výsledky ve WRC
| Rok  | Tým                     | Vůz               | 1       | 2      | 3      | 4      | 5      | 6      | 7      | 8       | 9       | 10      | 11      | 12      | 13     | 14    | Pos. | Body |
| ---- | ----------------------- | ----------------- | ------- | ------ | ------ | ------ | ------ | ------ | ------ | ------- | ------- | ------- | ------- | ------- | ------ | ----- | ---- | ---- |
| 2011 | Printsport              | Citroën C2 R2     | SWE     | MEX    | POR    | JOR    | ITA    | ARG    | GRE    | FIN 32  | GER     | AUS     | FRA     | ESP     | GBR    |       | NC   | 0    |
| 2012 | Printsport              | Ford Fiesta S2000 | MON     | SWE    | MEX    | POR    | ARG    | GRE    | NZL    | FIN 25  |         |         |         |         |        |       | NC   | 0    |
| 2012 | Esapekka Lappi          | Citroën C2 R2     |         |        |        |        |        |        |        |         | GER Ret | GBR     | FRA     | ITA     | ESP    |       | NC   | 0    |
| 2013 | Škoda Motorsport        | Škoda Fabia S2000 | MON Ret | SWE    | MEX    | POR 10 | ARG    | GRE    | ITA    |         |         |         |         |         |        |       | 30.  | 1    |
| 2013 | Esapekka Lappi          | Škoda Fabia S2000 |         |        |        |        |        |        |        | FIN 31  | GER     | AUS     | FRA     | ESP     | GBR    |       | 30.  | 1    |
| 2015 | Škoda Motorsport        | Škoda Fabia R5    | MON     | SWE    | MEX    | ARG    | POR 12 | ITA 17 | POL 12 | FIN 8   | GER 42  | AUS     | FRA 14  | ESP Ret | GBR    |       | 20.  | 4    |
| 2016 | Esapekka Lappi          | Škoda Fabia R5    | MON 9   |        |        |        |        |        |        |         |         |         |         |         |        |       | 12.  | 16   |
| 2016 | Škoda Motorsport        | Škoda Fabia R5    |         | SWE 12 | MEX    | ARG    | POR    | ITA 21 | POL 14 | FIN 8   | GER 7   | CHN C   | FRA     | ESP     | GBR 11 | AUS 8 | 12.  | 16   |
| 2017 | Toyota GAZOO Racing WRC | Toyota Yaris WRC  | MON     | SWE    | MEX    | FRA    | ARG    | POR 10 | ITA 4  | POL Ret | FIN 1   | GER 21  | ESP Ret | GBR 9   | AUS 6  |       | 10.  | 62   |
| 2018 | Toyota GAZOO Racing WRC | Toyota Yaris WRC  | MON 7   | SWE 4  | MEX 11 | FRA 6  | ARG 8  | POR 5  | ITA 3  | FIN Ret | GER 3   | TUR Ret | GBR 3   | ESP 7   | AUS 4  |       | 5.   | 126  |

* Sezóna probíhá.

### Výsledky v SWRC
| Rok  | Tým        | Vůz               | 1   | 2   | 3   | 4   | 5     | 6   | 7   | 8   | Pos. | Body |
| ---- | ---------- | ----------------- | --- | --- | --- | --- | ----- | --- | --- | --- | ---- | ---- |
| 2012 | Printsport | Ford Fiesta S2000 | MON | SWE | POR | NZL | FIN 5 | GBR | FRA | ESP | 12.  | 10   |

### Výsledky v WRC 2
| Rok  | Tým              | Vůz               | 1       | 2     | 3   | 4     | 5     | 6     | 7     | 8      | 9      | 10    | 11    | 12      | 13    | 14    | Pos. | Body |
| ---- | ---------------- | ----------------- | ------- | ----- | --- | ----- | ----- | ----- | ----- | ------ | ------ | ----- | ----- | ------- | ----- | ----- | ---- | ---- |
| 2013 | Škoda Motorsport | Škoda Fabia S2000 | MON Ret | SWE   | MEX | POR 1 | ARG   | GRE   | ITA   |        |        |       |       |         |       |       | 16.  | 25   |
| 2013 | Esapekka Lappi   | Škoda Fabia S2000 |         |       |     |       |       |       |       | FIN 11 | GER    | AUS   | FRA   | ESP     | GBR   |       | 16.  | 25   |
| 2015 | Škoda Motorsport | Škoda Fabia R5    | MON     | SWE   | MEX | ARG   | POR 2 | ITA 9 | POL 1 | FIN 1  | GER 13 | AUS   | FRA 2 | ESP Ret | GBR   |       | 3.   | 88   |
| 2016 | Škoda Motorsport | Škoda Fabia R5    | MON     | SWE 3 | MEX | ARG   | POR   | ITA 9 | POL 3 | FIN 1  | GER 1  | CHN C | FRA   | ESP     | GBR 1 | AUS 1 | 1.   | 132  |

### Výsledky v ERC
| Rok  | Tým              | Vůz               | 1   | 2     | 3     | 4     | 5   | 6       | 7     | 8       | 9   | 10    | 11      | 12    | Pos. | Body |
| ---- | ---------------- | ----------------- | --- | ----- | ----- | ----- | --- | ------- | ----- | ------- | --- | ----- | ------- | ----- | ---- | ---- |
| 2012 | Škoda Motorsport | Škoda Fabia S2000 | AUT | ITA   | HRV   | BGR   | BEL | TUR     | PRT   | CZE     | ESP | POL 1 | CHE     |       | —    | 39   |
| 2013 | Škoda Motorsport | Škoda Fabia S2000 | JÄN | LIE   | CAN   | AZO   | COR | YPR     | ROM   | ZLÍ Ret | POL | CRO   | SAN 2   | VAL 1 | 5.   | 64   |
| 2014 | Škoda Motorsport | Škoda Fabia S2000 | JÄN | LIE 1 | GRE 4 | IRE 1 | AZO | YPR Ret | EST 5 | CZE Ret | CYP | VAL 1 | COR Ret |       | 1.   | 162  |

### Výsledky v APRC
| Rok  | Tým      | Vůz               | 1     | 2       | 3     | 4       | 5       | 6     | Pos. | Body |
| ---- | -------- | ----------------- | ----- | ------- | ----- | ------- | ------- | ----- | ---- | ---- |
| 2013 | Team MRF | Škoda Fabia S2000 | NZL 1 | NCL Ret | AUS 1 | MYS Ret | JPN Ret | CHN 1 | 2.   | 117  |